# Paul Ledoux (auteur dramatique)
Pour les articles homonymes, voir Ledoux.
Paul Ledoux est un auteur dramatique et chansonnier du début du XIXe siècle.

## Biographie
Ses pièces ont été représentées sur les plus grandes scènes parisiennes du XIXe siècle : théâtre des Variétés, théâtre de l'Odéon, Comédie-Française, etc.

## Œuvres
- La Paix ou l'Heureux Retour, vaudeville en un acte, 1807.
- A la santé du Roi, chanson bachique, 1809.
- L'Élan du cœur, hommage au roi Louis XVIII, avec Armand Séville et Casimir Ménestrier, 1814.
- Alfred-le-Grand, ou le Roi troubadour, vaudeville historique en 1 acte, Paris, Vaudeville, 6 janvier 1817.
- Le Retour des maris, ou la Suite du “Comte Ory”, comédie-vaudeville en 1 acte, Paris, Vaudeville, 7 octobre 1817.
- Le Calendrier vivant ou Une année dans une heure, avec Armand d'Artois et Emmanuel Théaulon, 1818.
- M. Sans-Souci, ou le Peintre en prison, comédie en 1 acte, mêlée de couplets, avec Belle, Paris, Variétés, 11 juillet 1818.
- Le Duel et le déjeuner, ou les Comédiens joués, comédie-anecdote en 1 acte et en prose, mêlée de couplets, avec Armand Gouffé, Paris, Variétés, 22 septembre 1818.
- Destouches, ou le Philosophe marié, comédie mêlée de couplets, avec Justin Gensoul, Paris, Variétés, 3 décembre 1819.
- Le Baptême de village, ou le Parrain de circonstance, vaudeville en 1 acte, à l'occasion du baptême de S. A. R. Mgr le duc de Bordeaux, avec Gentil, Fulgence de Bury, Ramond de la Croisette et Marc-Antoine-Madeleine Désaugiers, Paris, Vaudeville, 30 avril 1821.
- Les Comédiens, ou la Répétition de Psyché, comédie-vaudeville en 1 acte, avec Paul Duport, Paris, Vaudeville, 2 août 1821.
- Une visite aux Invalides, à-propos mêlé de couplets, à l'occasion de la saint Louis, avec Gentil, Fulgence de Bury et Ramond de la Croisette, Paris, Second Théâtre-français, 24 août 1822.
- Le Comte d'Angoulême, ou le Siège de Gênes, avec Fulgence de Bury, Ramond de La Croizette et Michel-Joseph Gentil de Chavagnac, Second Théâtre-Français, décembre 1823.
- La Caserne, ou le Changement de garnison, tableau militaire en un acte, mêlé de couplets, avec Gabriel-Alexandre Belle, 1823 (édition Huet-Masson).
- Grétry, opéra-comique en 1 acte, avec Fulgence de Bury et Ramond de La Croizette, musique de André Grétry, Paris, Vaudeville, 1er juin 1824.
- Le Retour du régiment, ou la Saint-Louis, comédie en 1 acte, mêlée de couplets, Paris, Gymnase, 24 août 1824.
- Dansera-t-on ? ou les Deux Adjoints, à-propos vaudeville en 1 acte, avec Espérance Hippolyte Lassagne et Gustave Vulpian, Paris, théâtre royal de l'Odéon, 4 novembre 1825.
- Le Béarnais, ou la Jeunesse de Henri IV, comédie en 1 acte et en vers libres, avec Ramond de la Croisette et Fulgence de Bury, Comédie-Française, 1825.
- La Fête du roi, ou le Remède à la goutte, comédie en 1 acte et en vers, avec Ramond de la Croisette, Comédie-Française (non acceptée par le jury de lecture), 1826.
- Le Petit Sorcier, couplets à l'occasion de la fête de S. A. R. Mgr le duc de Bordeaux, 1828.
- Bouquet de Francœur, ancien grenadier et poète par circonstance, couplets grivois, à l'occasion de la fête de S. M. Charles X, novembre 1829.